# Victor Rousseau

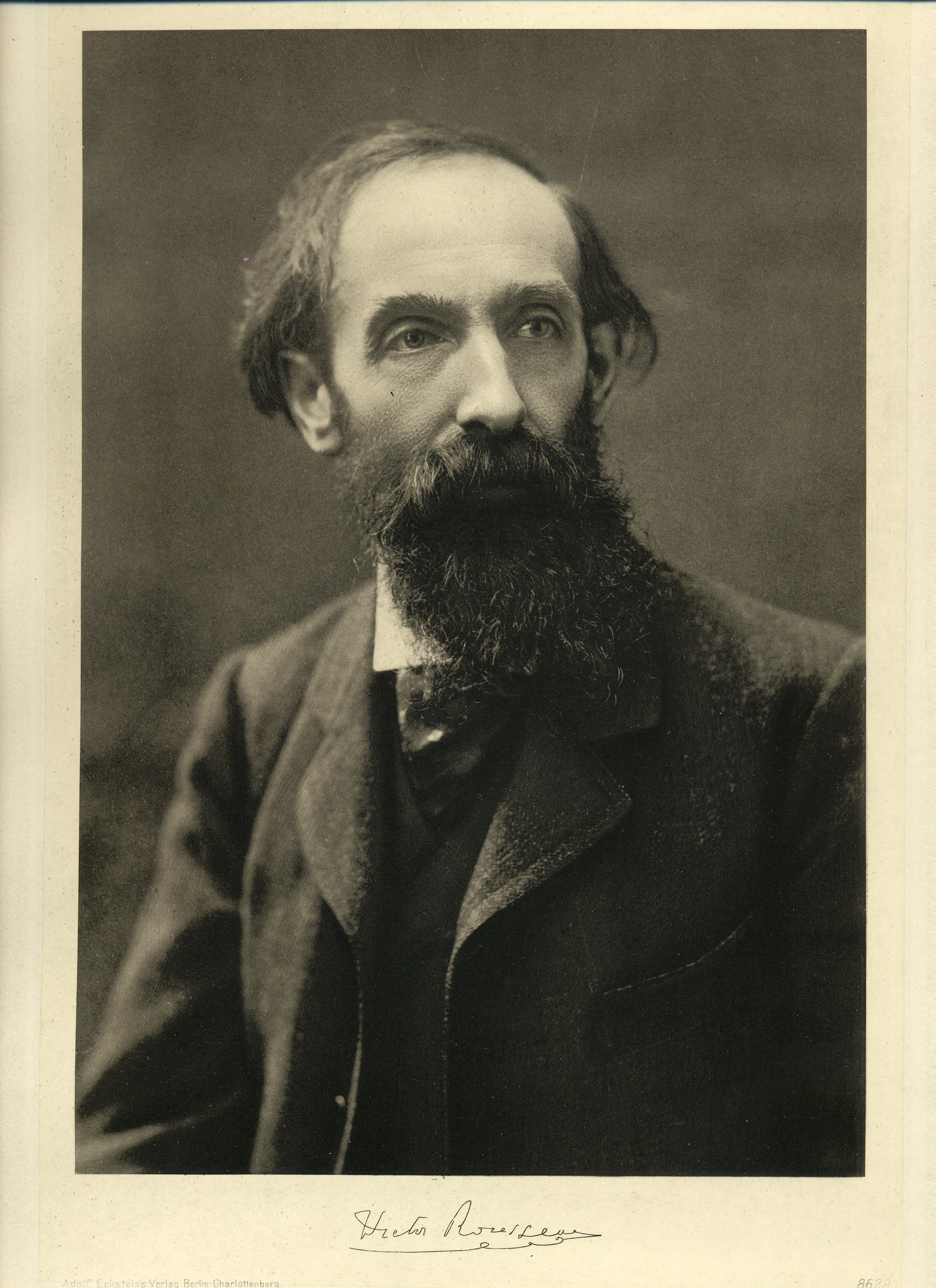
Victor Rousseau

Victor Léopold Rousseau (Feluy, 16 december 1865 – Vorst, 17 maart 1954) was een Belgisch beeldhouwer en tekenaar. Hij vervaardigde vele bustes, bas-reliëfs en grote monumenten en was directeur van de Koninklijke Academie voor Schone Kunsten te Brussel.

## Levensloop

### Jeugd en opleiding
Rousseau werd geboren als telg uit een familie van steenhouwers in het Henegouwse Feluy waar zich vele steengroeven bevonden. Op de leeftijd van elf jaar begon ook de jonge Victor met het steenhouwen. Enkele jaren later was hij actief op de bouwwerf van het Brusselse Justitiepaleis.
Vanaf 1879 volgde hij tekenles aan de Koninklijke Academie voor Schone Kunsten te Brussel. In 1883 ging hij als leerling aan de slag in de werkplaats van de ornamentist Georges Houtstont in Sint-Gillis en volgde zijn lessen ornamenttekenen aan de kunstacademie van Sint-Joost-ten-Node. Aan de Brusselse kunstacademie volgde Rousseau vanaf 1886 de lessen beeldhouwkunst bij Charles Van der Stappen. Tijdens zijn studieperiode was de jonge kunstenaar een frequent bezoeker van de Muntschouwburg, waar hij vooral genoot van het werk van Richard Wagner en Ludwig van Beethoven.

### Loopbaan
Rousseau, die in de eerste jaren vooral werkte als ornamentist, ging zich vanaf 1887 volledig richten op de beeldhouwkunst. In 1889 ondernam hij een studiereis naar Frankrijk en bezocht er Parijs, Versailles en Reims. Zijn eerste erkenning kreeg hij tijdens het Driejaarlijkse Salon van 1890 te Brussel waar hij voor het werk Le Tourment de la Pensée de Godecharleprijs voor Beeldhouwkunst ontving.

Pour l'Art - Xème Exposition, affiche by Victor Rousseau, Prints Department of the Royal Library of Belgium, S.IV 30800

In 1892 was hij een van de medestichters van de kunstenaarsvereniging Pour l'Art. Hij ondernam nieuwe studiereizen naar Engeland, Italië (Rome en Venetië) en verbleef lange tijd in Parijs waar hij kennismaakte met de art nouveau. Twee jaar later, in 1894, nam hij deel aan de prestigieuze Belgische Prix de Rome-wedstrijd. Hij werd beloond met de tweede prijs. Datzelfde jaar vestigde hij zich definitief in het Brusselse Vorst en richtte er zijn eigen atelier op. Hij integreerde zich in het Brusselse kunstenaarsleven en telde er vele vrienden waaronder Firmin Baes, Jean Delville, Constant Montald, Albert Ciamberlani, Isidore Verheyden, Albert Mockel, Emile Fabry, Xavier Mellery, Fernand Khnopff en vooral Jean Vanden Eeckhoudt die zijn boezemvriend zou worden.

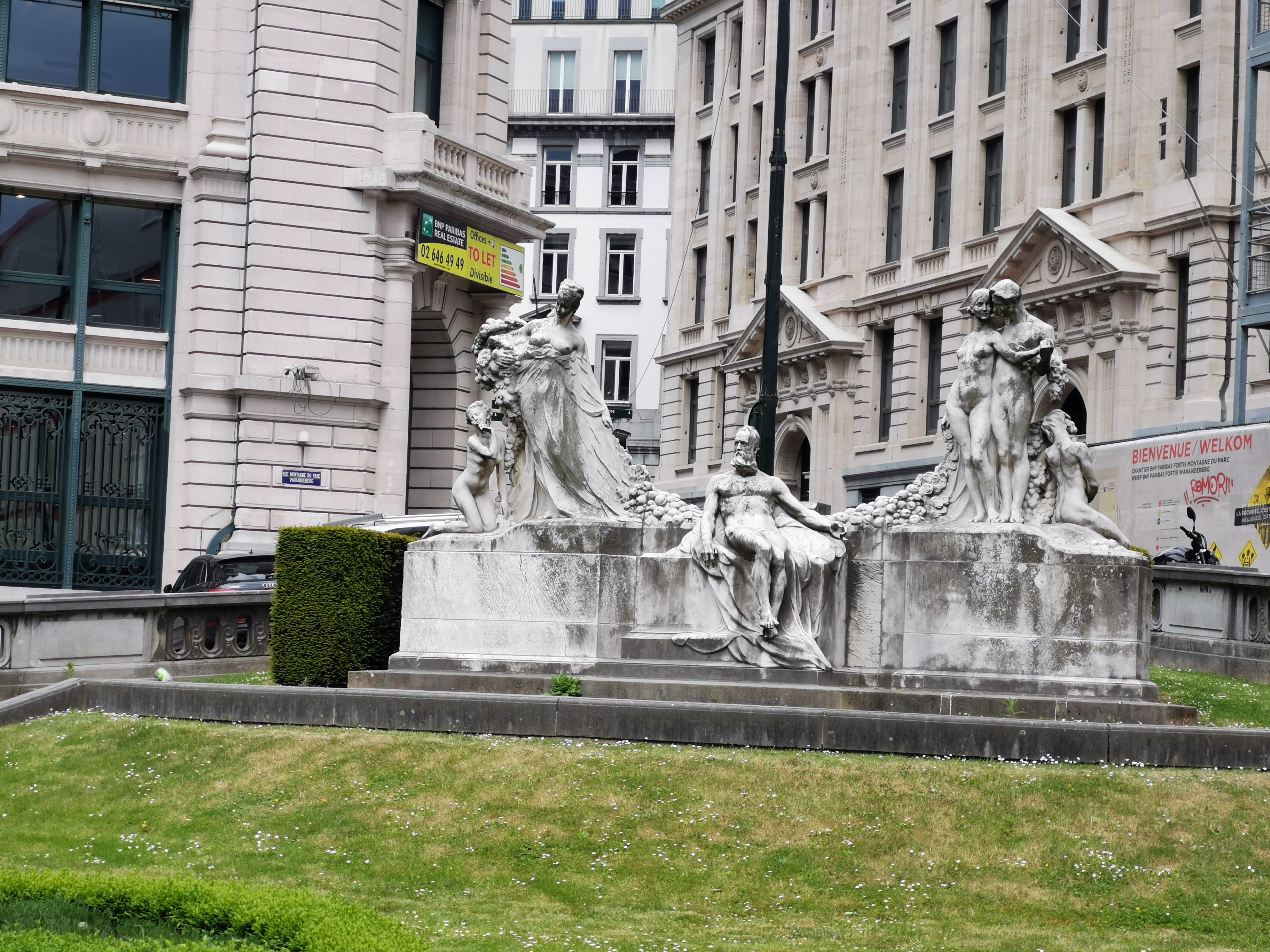
De Maturiteit, een allegorisch werk uit 1922 op de Warandeberg in Brussel

Rousseau, wiens carrière ruim 50 jaar overspande, beeldhouwde vooral slanke jongelingen en gracieuze vrouwenfiguren. Hij werkte vooral met brons en marmer en vond veel inspiratie in de Oud-Griekse beeldhouwkunst. Hij vervaardigde vele bustes, bas-reliëfs en grote monumenten maar was eveneens tekenaar (vooral pastels).
In 1905 exposeerde hij op de Exposition Nationale des Beaux-Arts te Oostende, georganiseerd door de kunstenaarsvereniging Ostende Centre d'Art. Vanaf dat jaar ging Rousseau Antieke Beeldhouwkunst doceren aan de Koninklijke Academie voor Schone Kunsten te Brussel als opvolger van Julien Dillens. In 1910 volgde hij er eveneens zijn leermeester Charles Van der Stappen op. In 1911 ontving hij tijdens een tentoonstelling in Rome de eerste prijs in de beeldhouwkunst. Op de Internationale Tentoonstelling van 1911 te Charleroi kreeg hij een volledige zaal ter beschikking. Rousseau kreeg opdrachten van de Belgische overheid voor het vervaardigen van bustes van koning Albert I en koningin Elisabeth.
Tijdens de Eerste Wereldoorlog verbleef Rousseau in Londen. Hij vervaardigde er een aantal grote werken waaronder het Belgian War Memorial in Gratitude to Great Britain, een ontwerp van de Engelse architect Reginald Blomfield, dat op 2 oktober 1920 werd ingehuldigd op Victoria Embankment aan de Theems.
In 1919 keerde hij terug naar België en hernam zijn activiteiten aan de Brusselse kunstacademie. Hij werd verkozen tot directeur, een ambt dat hij naast het doceren bleef uitoefenen tot in 1922. Tussen 1931 en 1935 was hij er een tweede maal directeur als opvolger van Victor Horta.
In het Brusselse Paleis voor Schone Kunsten werd in 1933 een retrospectieve georganiseerd waarbij werken in brons, marmer en gips werden tentoongesteld. Bij die gelegenheid werd hij genomineerd als correspondent van het Institut de France. Reeds in 1909 was hij verkozen tot lid van de Académie royale des sciences, des lettres et des beaux-arts de Belgique waar hij in 1922 tot directeur van de klasse van de Schone Kunsten was verkozen. In 1935 kreeg Rousseau de vijfjaarlijkse Prijs van de Provincie Henegouwen. Voor de wereldtentoonstelling van dat jaar vervaardigde hij twee beelden die in het akroterion van het Eeuwfeestpaleis (tegenwoordig Paleis 5) op de Heizel werden geplaatst. Na de dood van koningin Astrid vervaardigde hij verscheidene bustes van haar in Maurage, Bergen en Aarlen.
In zijn lange carrière vervaardigde hij zowat 150 bustes, 100 bas-reliëfs, 45 grote monumenten en tekende hij 35 pastels. Hij stierf in 1954 in zijn woonplaats Vorst op 88-jarige leeftijd. De gemeente vernoemde een laan naar hem.

## Werken (selectie)

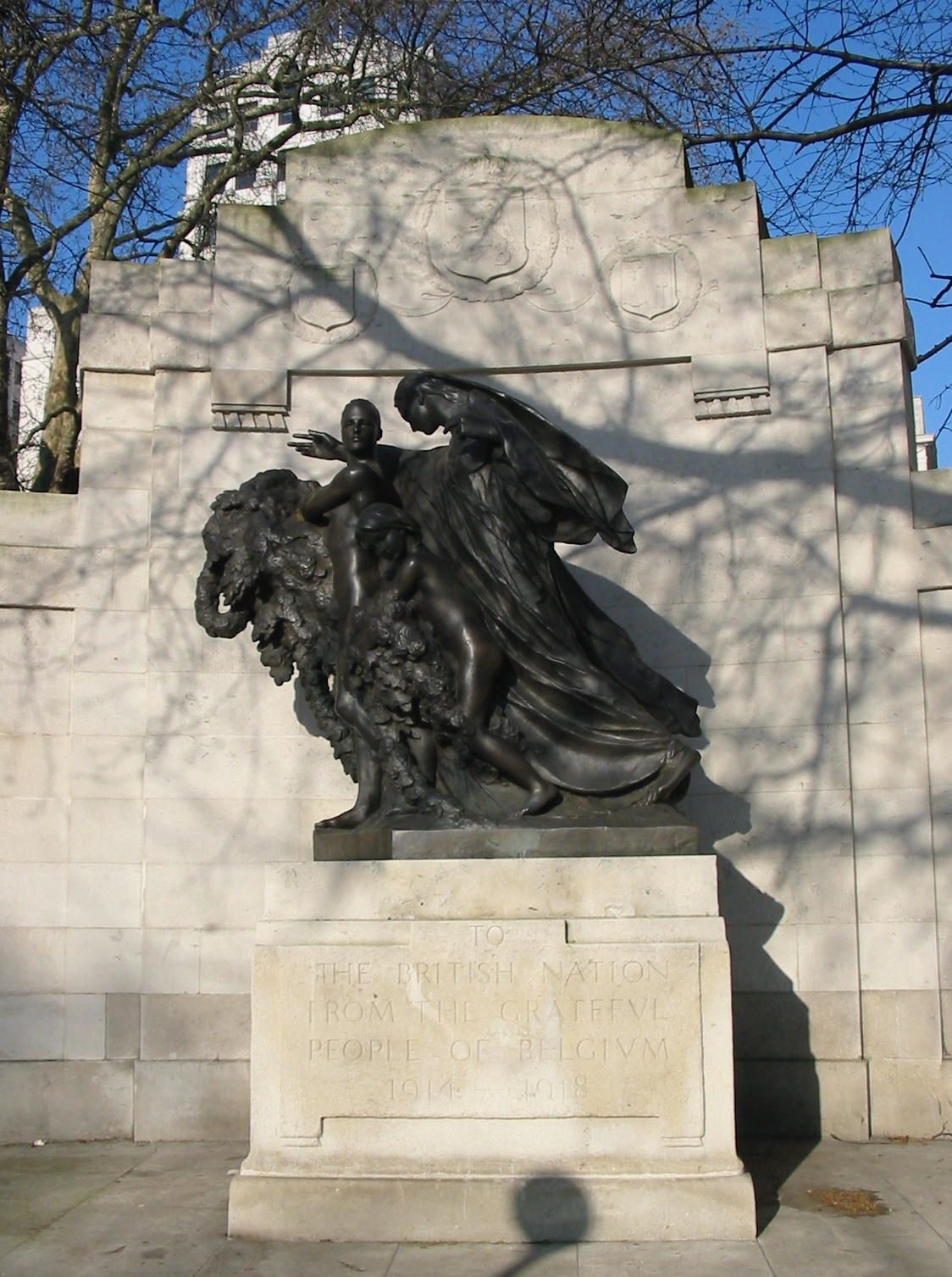
Belgian War Memorial in Gratitude to Great Britain, 1920

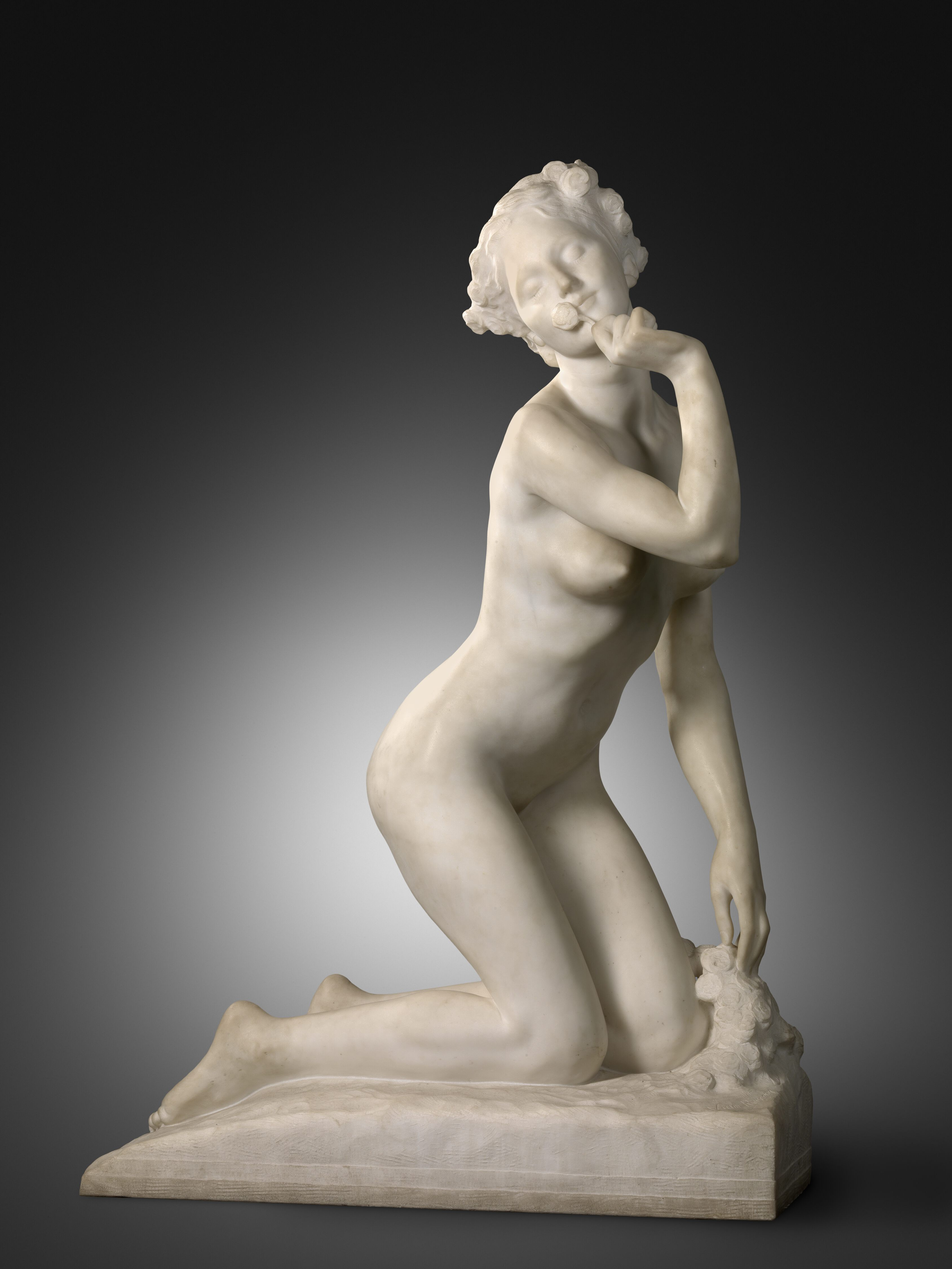
Meisje met bloem, Koninlijke Musea voor Schone Kunsten Antwerpen

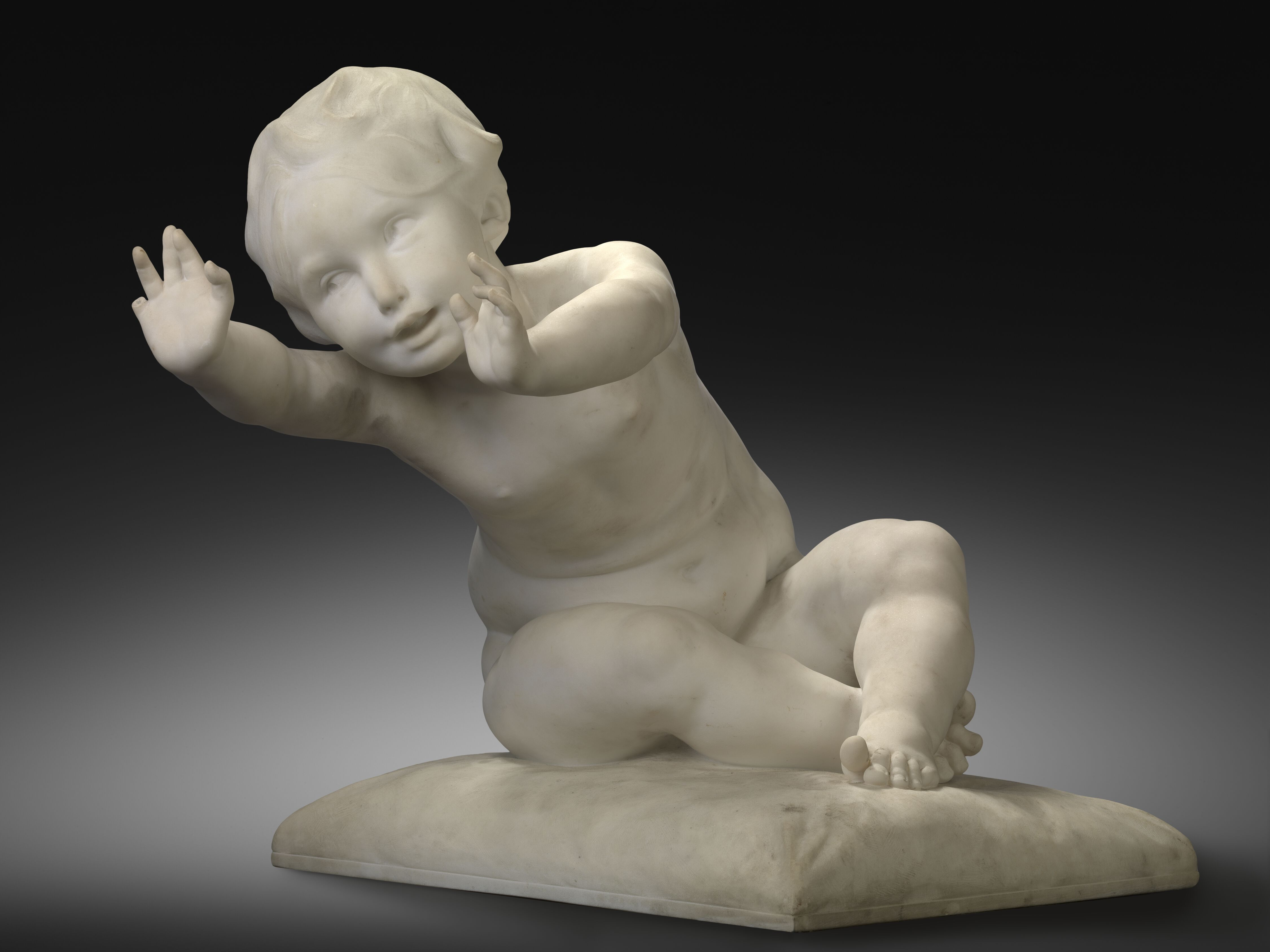
Zittend kind, Koninlijke Musea voor Schone Kunsten Antwerpen

- Le Tourment de la Pensée, 1890, Godecharleprijs
- Les Candélabres, 1893, Le Hibou + Le Perroquet, 1898, Kruidtuin
- La Femme de trente ans, 1894, Vers la Vie, Domein van Mariemont
- Le Feu et Le Vent, 1898, Buste van Constantin Meunier, Broodhuis
- Monument voor Karel Buls, Grote Markt te Brussel, 1899 (samenwerking met Victor Horta)
- Les Sœurs de l'Illusion, 1901, Le Secret, 1917, Koninklijke Musea voor Schone Kunsten van België
- Iphigénie, 1902, Le Mariage, 1903, Gemeentehuis van Sint-Gillis
- Het bas-reliëf op de hoek van de derde verdieping op de façade van het Hotel Hannon, Sint-Gillis, 1903
- 16 beelden op de Pont de Fragnée te Luik, 1904-1905
- La Sagesse et la Liberté, 1905, Jubelpark
- bustes koning Albert I en koningin Elisabeth in het Paleis der Natie (Senaat)
- Belgian War Memorial in Gratitude to Great Britain, 1920, Victoria Embankment te Londen
- La Maturité, 1922, Warandeberg. De beeldengroep kwam in januari 2025 in opspraak dankzij de Brusselse regering bij monde van staatssecretaris voor Erfgoed, Ans Persoons (Vooruit). Ze stelde dat het werk "minder goed aansluit bij de hedendaagse waarden" wegens de paternalistische visie die het werk volgens haar zou uitstralen.[1] Door de aanleg van een nieuw stadspark aan de Warandeberg werd, ondanks protest, besloten dat het beeld zou verplaatst worden naar de Gutenbergsquare nabij de Europese Wijk.[2]
- Buste van Henri Le Bœuf, 1936, Paleis voor Schone Kunsten
- Victoire, 1937, Université libre de Bruxelles
- Le Droit communal + Saint-Alène, 1938, Gemeentehuis van Vorst
- Buste Albert Giraud, 1939, Josaphatpark te Schaarbeek
- Werk in de Ny Carlsberg Glyptotek in Kopenhagen
- Christusfiguur in de kathedraal van Oviedo
- Meisje met bloem, Koninlijke Musea voor Schone Kunsten Antwerpen
- Zittend kind, Koninklijke Musea voor Schone Kunsten, Antwerpen